# Consuella Moore
Consuella « Connie » Moore (née le 29 août 1981 à Chicago) est une athlète américaine spécialiste du sprint. 

## Carrière
Étudiante à l'Université d'État de Pennsylvanie, Connie Moore s'illustre en 2002 en remportant les championnats universitaires de la Big Ten Conference sur 100 et 200 mètres. Deuxième du 200 m lors des Championnats NCAA de 2003, elle est sélectionnée dans l'équipe des États-Unis pour les Jeux panaméricains de Saint-Domingue où elle remporte le titre du relais 4 × 100 mètres en compagnie de Angela Williams, Angela Daigle et 
Lauryn Williams. 
Elle atteint la finale du 100 m et du 200 m lors des Championnats des États-Unis de 2004, et obtient sa sélection pour les Jeux olympiques d'été de 2004 dans l'équipe du relais 4 × 100 m. À Athènes, Moore ne participe à aucune course.
En l'absence de performances et de résultats significatifs, elle décide de mettre sa carrière sportive entre parenthèses durant deux années à partir de 2007. Elle reprend le chemin de la compétition en 2009 et entame une collaboration avec l'entraineur Al Joyner. 
En 2010, Connie Moore remporte à vingt-huit ans son premier titre national à l'occasion des Championnats des États-Unis 2010 de Des Moines où elle domine l'épreuve du 200 mètres en 22 s 40, signant la septième meilleure performance mondiale de l'année 2010. Sélectionnée dans l'équipe des Amériques lors de la première édition de la Coupe continentale d'athlétisme, à Split, elle se classe quatrième du 200 m en 23 s 52.

### Palmarès
| Date | Compétition                     | Lieu           | Résultat | Épreuve   |
| ---- | ------------------------------- | -------------- | -------- | --------- |
| 2003 | Jeux panaméricains              | Saint-Domingue | 1re      | 4 × 100 m |
| 2010 | Coupe continentale d'athlétisme | Split          | 4e       | 200 m     |

### Records
| Épreuve | Temps   | Lieu       | Date         |
| ------- | ------- | ---------- | ------------ |
| 100 m   | 11 s 21 | Fairfax    | 31 mai 2003  |
| 200 m   | 22 s 40 | Des Moines | 27 juin 2010 |